# Milan Bandić
Milan Bandić (Grude, 22. studenoga 1955. – Zagreb, 28. veljače 2021.) bio je hrvatski političar, gradonačelnik Zagreba. Gradonačelnik je bio gotovo neprekidno od 2000. do 2021., s iznimkom razdoblja između ostavke 2002. i pobjede na izborima 2005. i nekoliko mjeseci izbivanja nakon uhićenja 2014. zbog afere Agram. Iako je njegovo bavljenje politikom bilo višestrano, najbolje je ostao zapamćen po svojem kontroverznom upravljanju gradom koje je uslijedilo nakon HDZ-ove prve neovisne hrvatske vlade i produbilo mnoge probleme grada koje je uzrokovala ekonomska tranzicija.
Nakon efektivnog dokidanja urbanizma i prostornog planiranja ranih 2000-ih, zagrebački pejzaž promijenili su novi neboderi. U širem centru grada događa se preizgradnja terena koja izaziva komunalne i prometne probleme, a u predgrađima prevladava divlja gradnja ne samo sirotinjskih nego i luksuznih stanova na do tada zelenim površinama. Bandić je sam bespravno sagradio kuću te se zalagao za legalizaciju desetaka tisuća ilegalno izgrađenih i dograđenih zgrada i kuća. Nedovoljno detaljni i često, katkada i protuzakonito mijenjani generalni urbanistički planovi (GUP) Bandićeve administracije doveli su do toga da su tržište preplavili skupi stanovi u pregusto izgrađenim stambenim zgradama, dok istovremeno zbog malog broja izvršenih projekata socijalnog stanovanja nije riješeno stambeno pitanje socijale. I gradska i privatna naselja bila su obilježena lošim planiranjem koje je dovelo do nedostatka pratećih objekata i usluga, uključujući banalnosti poput gradnje nogostupa. Na samom kraju Bandićevog načelnikovanja, Zagreb je u ožujku 2020. godine pretrpio snažni potres popraćen početkom pandemije koronavirusa, a grad su dodatno oštetili poplava u srpnju te jači, ali srećom po Zagreb udaljeniji potres u Petrinji u prosincu. Mediji, stručnjaci i vlada kritizirali su Bandićevo vođenje grada tijekom potresne krize, koja se poklopila s njegovim razlazom s koalicijskim partnerom, HDZ-om. Milan Bandić preminuo je, prema prvim dojavama od srčanog udara, 28. veljače 2021. dva mjeseca prije lokalnih izbora.
Rođen 22. studenog 1955. u Grudama u Bekiji, hercegovačkom dijelu Imotske krajine, Bandić se preselio u Zagreb kako bi studirao obranu i zaštitu na Sveučilištu u Zagrebu. Ranih 1980-ih započeo je svoju karijeru u Savezu komunista Hrvatske te je 1990. prešao u njegovog nasljednika, Socijaldemokratsku partiju Hrvatske. Postao je zagrebački gradski vijećnik 1995., a nakon pada HDZ-a na parlamentarnim izborima 2000. kandidat je SDP-a za zagrebačkog gradonačelnika i pobjeđuje s 20 % glasova. Nastavit će služiti još pet mandata, kasnije prešavši u koaliciju s HDZ-om 2015. godine, nakon što je izbačen iz SDP-a 2009. godine jer se kandidirao za predsjednika protiv SDP-ovog kandidata, zbog čega je kasnije osnovao vlastitu stranku, nazvanu Bandić Milan 365 – Stranka rada i solidarnosti. Njegovo načelnikovanje bilo je poznato po skandalima i dvaput je prekinuto: prvi put kad je uhvaćen u bijegu s mjesta nesreće koju je skrivio dok je vozeći u pijanom stanju te prijetio policajcu koji ga je uhvatio, a drugi put kad je uhićen pod optužbama u slučaju Agram, čije suđenje je još uvijek trajalo u vrijeme Bandićeve smrti. Neki skandali doveli su do pravomoćnih osuda visokih gradskih dužnosnika, no sam Bandić nikada nije osuđen za nijedan zločin, iako je više puta novčano kažnjavan zbog sukoba interesa. Bandićeva uprava bila je visoko centralizirana. Izravno se miješao u razne razine vođenja grada, ne dajući ni minimalne ovlasti demokratski izabranim članovima mjesne samouprave te je iza kulisa upravljao gradom čak i kad je bio smijenjen.
Bandićeva politika bila je populistička. Prvenstveno se oslanjala na nuđenje (često simboličke) potpore siromašnima, dok je ostatak građana Bandić pokušavao privući obećanjima brojnih kapitalnih projekata. Nekoliko projekata realizirano je sredinom 2000-ih, npr. obnova Bundeka, izgradnja Arene Zagreb i proširenje Zagrebačke avenije te dugo najavljivana izgradnja podvožnjaka ispod Remetinečkog rotora 2018. – 2020. Puno više ih je često najavljivano, a nikad dovršeno, primjerica 14-godišnja obnova Sljemenske žičare, projekt terma u Blatu, dovršavanje Sveučilišne bolnice u Blatu, kongresni centar i rekonstrukcija Marksimirskog stadiona. Osim obnove tramvajskog voznog parka malo je učinjeno na području javnog prijevoza te je Bandićevu vladavinu obilježilo neviđenih neviđenih dvadeset godina bez izgradnje novih tramvajskih linija, unatoč Bandićevim brojnim obećanjima širenja tramvajske mreže.

## Gradonačelnik Zagreba
Srušivši 2000. godine HDZ-ovu gradsku vlast, Bandić je svejedno nastavio njezin obrazac deregulacije i dokidanja urbanizma i prostornog planiranja započet 1990-ih. Njegovo načelnikovanje obilježili su neodrživi projekti koji su stvorili neplansko širenje grada koje su usmjeravali privatni interesi, što je dovelo do preizgradnje. Nedosljednost i neodređenost generalnih urbanističkih planova iz 2003. i 2007. omogućila je privatnom sektoru da preuzme ulogu urbanista. GUP je bio često mijenjan da bi pogodovao interesima investitora, a sudjelovanje građana i urbanista u projektima svedeno je na apsolutni minimum. Posljedično, nazivni ciljevi GUP-a nisu ostvareni, a urbana obnova u Zagrebu imala je karakteristike tzv. etape buldožera, pristupa popularnog na Zapadu sredinom 20. stoljeća, obilježenog preizgradnjom luksuznih stanova na mjestu bivših siromašnih četvrti i industrijskih zona. Zagreb je nastavio dugoročni trend gubitka zelenila, zamjenjujući značajan dio zelenih površina betonom i zgradama. Bandićeva je uprava bila izrazito centralizirana. Gradonačelnik je prilikom upravljanja gradom sudjelovao na svim razinama odlučivanja. Statut grada Zagreba iz 1999. stvorio je dvije razine mjesne samouprave. Prva se sastojala od sedamnaest gradskih četvrti iskrojenih bez obzira na povijesne razvoje i postojeće društvene i gospodarske cjeline, a gradske su četvrti bile podijeljene na mjesne odbore. U praksi su vijeća gradskih četvrti bila zaglibljena u birokraciji i nisu sudjelovala u vođenju grada osim predlaganja planova za tzv. „male komunalne akcije”, dok je formiranje mjesnih odbora započelo tek 2008. Tijekom Svjetske gospodarske krize grad je prestao financirati male komunalne akcije, praktički zaustavljajući rad mjesne samouprave. Bandić je sveo sudjelovanje javnosti u gradskim odlukama na puku formalnost, koristeći se manipulacijom i prozivanjem građana koji se nisu slagali s njegovim inicijativama kako bi marginalizirao njihove primjedbe. Bandić je često koristio javne nastupe te se verbalno sukobljavao s građanima.
Generalni urbanistički plan prekinuo je dugogodišnju zabranu izgradnje zgrada viših od devet katova. Zajedno s nepreciznim detaljnim planovima uređenja, obveza kojih je čak i ukinuta za mnoge gradske projekte GUP-om 2006., ovo je stanje stvari dovelo da su nove visoke zgrade besplanski utjecale na pejzaž grada. Visoki poslovni neboderi u širem centru i gusto izgrađena naselja višekatnica u prethodno rijetko i nisko izgrađenim prigradskim područjima, kao što su Lanište i Borovje, građeni su bez odgovarajućeg povećanja infrastrukturnih kapaciteta i pratećih sadržaja. To je uzrokovalo nove prometne gužve i preopterećenost lokalnih škola, vrtića, ambulanta i sl. Nove stambene zgrade po standardima građenja i pratećim sadržajima zaostajale su za naseljima građenim pred raspad Jugoslavije. U jednom su slučaju loši građevinski standardi prilikom građenja zgrade HEP-a na Trnju doveli do stvaranja rupe koja je progutala čitavu jednu stranu Kupske ulice.
Na glavnina atraktivnih gradskih zemljišta izgrađeni su profitabilniji, poslovni objekti, posebice brojni trgovački centri, dok su nova stambena naselja smještena u manje atraktivne i lošije prometno povezane prijašnje industrijske zone. Bandić je nastojao na periferiju ili potpuno iz grada iseliti brojne športske i kulturne objekte, primjerice Zagrebački hipodrom, Zagrebački velesajam i stadion NK Lokomotive kako bi se na prostoru izgradile unosne nekretnine. Već 2006. godine Zagreb je imao preko 30 trgovačkih centara. Zbog preizgradnja i posljedičnog propadanja trgovačkih centara pojavila su se napuštena zemljišta u atraktivnim dijelovima grada s dobrom infrastrukturnom podlogom. Centri su uzrokovali i veliko zatvaranje malih trgovina i obrta u centru grada, posebice u Ilici i drugim dijelovima zagrebačke „špice” nekad poznate po obrtima i raznolikim trgovinama. Također su i privatizirali dotadašnja javna područja, smanjujući prohodnost i veličinu donjogradske pješačke zone. Nedostatak zanimanja i ulaganja s gradske strane pospješio je propadanje starih zgrada u središtu grada, čineći ih ranjivima na mešetarenje nekretninama i prenamjenu u luksuzne stanove. Privlačenjem „elite” u centar grada raseljeni su stanovnici srednje klase. Građani su se iseljavali iz centra i zbog povećanog prometa i zagađenja bukom – grad je povećao dozvoljenu količinu buke na 95 decibela tijekom dana i čak 90 dB noću, daleko iznad granica postavljenih pravilnikom Ministarstva zdravstva. Bandić je često isticao razne nesuđene kapitalne projekte, pritom izbjegavajući ulaganja u zastarjelu komunalnu i prometnu infrastrukturu grada; još u 2015. godini 80 000 kućanstava nije imalo priključke na vodovod i kanalizaciju. Sredstva prikupljena prodajom obveznica Zagrebačkog holdinga u 2007. godini na inozemnom tržištu, nazivno radi poboljšanja komunalno infrastrukture, gotovo su u cijelosti potrošena na druge stvari, uključujući stjecanje i trgovanje nekretninama.
Devedesetih je Zagreb pogodila epidemija bespravne gradnje. Izbjeglice iz ratom zahvaćenih područja naseljavale su se u divljim naseljima (primarno na istoku grada), dok su imućniji vlasnici zemljišta gradili ili proširivali domove bez građevinskih dozvola. Špekulanti su najviše bespravno gradili u Zagrebačkom Prigorju, 1999. preimenovanom u Podsljeme. Tipični oblik gradnje u Podsljemenu su tzv. urbane vile, namijenjene boljestojećim građanima, u stvarnosti katnice koje sadrže i do dvadeset stanova natiskane na dotadašnjim zelenim površinama, često bez pratećih sadržaja, čak i nogostupa i parkirnih mjesta. Pod načelnikovanjem HDZ-ove gradonačelnice Marine Matulović Dropulić 1998. godine omogućena je legalizacija svih do tada bespravno izgrađenih objekata i planirana izgradnja pratećih objekata i sadržaja, uz odredbu da će buduća bespravna gradnja biti srušena. Međutim, problem bespravne gradnje pojačan je nakon dolaska Bandića na vlast, šireći se iz predgrađa i stižući i u unutrašnjost donjogradskih blokova. Bandić, koji je i sam bespravno izgradio kuću, često je branio bespravnu gradnju tijekom svojeg načelnikovanja, podržavajući nastojanje vlade Kukuriku koalicije početkom 2010-ih da legalizira preko 90 000 zgrada u Zagrebu; no još 2013. bio je legaliziran tek mali dio kuća u kvartu Kozari Putevi, gdje je Bandić započeo karijeru 2000. godine. Neke kuće završile su na trasama dugo planiranih novih cesta i avenija.

### Slučaj »Cvjetni«
Bandić se etablirao kao osoba zadužena za sve aspekte vođenja Zagreba, često koristeći svoj položaj da promovira kontroverzne privatne projekte. Jedan od njih bio je izgradnja trgovačkog centra na trgu u samom srcu Zagreba. Građevinski poduzetnik Tomislav Horvatinčić, koji je početkom stoljeća iskoristio Bandićev novi GUP da izgradi 17-katnicu HOTO Business Tower na Savskoj cesti, 2006. je krenuo u gradnju »Life Style Centera« (koji će kasnije biti prozvan Centar Cvjetni), trgovačkog centra s 50 000 m2 poslovnog i prodajnog prostora i podzemnom garažom za 700 u zagrebačkoj pješačkoj zoni, na Trgu Petra Preradovića, koji je u narodu poznatiji pod nadimkom Cvjetni trg. Projekt je uključivao rušenje kuće u kojoj je stanovao najpoznatiji zagrebački arhitekt Hermann Bollé, rodne kuće pjesnika Vladimira Vidrića i Kina Zagreb. Nevladine organizacije Zelena akcija i Pravo na grad i brojne poznate osobe prosvjedovale su protiv projekta. Srpska pravoslavna crkva također je protestirala jer je polagala pravo na Kino Zagreb koje su joj nakon Drugog svjetskog rata oduzele komunističke vlasti. Peticija za zaustavljanje projekta prikupila je preko 54 000 potpisa.
Isprva zanijekavši postojanje projekta, Bandić je brzo podupro Horvatinčićev projekt izmjenom GUP-a. Horvatinčić je izazvao skandal opisujući stare donjogradske zgrade kao »štakornjake«; Bandić i njegova uprava širili su korištenje te pogrde. U jednom izgredu 2007. godine Bandić je javno prostačio i psovao prosvjednike, posebice čelnika Prava na grad Teodora Celakoskog. Prosvjedima i tužbama Ministarstva zaštite okoliša i prostornog planiranja odgođen je i smanjen opseg projekta, koji je u jednom trenutku uključivao preuređivanje čitavog bloka Ilica-Gundulićeva-Varšavska-Preradovićev trg, no u konačnici nije ga uspio zaustaviti. Bandićevo djelovanje bilo je presudno za konačni ishod projekta. U veljači 2010. zagrebačka policija suzbila je prosvjed protiv preuređivanja dijela pješačke zone u Varšavskoj ulici u parkirnu rampu. Uhićeni su predvodnici prosvjeda, uključujući predsjednika Zelene akcije i budućeg gradonačelnika Tomislava Tomaševića i glumicu Uršu Raukar. Rampa je završena 2011., čime je projekt bio završen. Daljnja proširenja trgovačkog centra spriječena su izmjenama i dopunama GUP-a 2013. godine. Posljednji incident vezan za slučaj Cvjetni dogodio se 2016., kad je grad dozvolio Horvatinčiću da postavi terasu bara ispred ulaza u Srpsku pravoslavnu katedralu na Cvjetnom trgu, čime je onemogućen pristup javnim klupama uz ogradu katedrale. Bandić je dozvolu povukao nakon pritiska javnosti.
Drugi Bandićevi projekti na Cvjetnom trgu uključivali su napušteni projekt podnog grijanja i nadsvođivanja susjedne Bogovićeve i Petrićeve ulice i zatvaranje Kina Europa (gdje se održavao Zagrebački filmski festival) unatoč protivljenju javnosti. Bandić je zatvaranje kina opisao kao »otimanje [Kina Europa] od tajkunske privatizacije«. Glavnina Cvjetnog trga danas je pokrivena terasama kafića, a cvjećarnice su svedene na nekoliko kioska.

### »Zagrebački model stanogradnje«
Krajem 1990-ih hrvatska vlada započela je Program društveno poticane stanogradnje (skraćeno, Poticana stanogradnja, POS). Cilj je bio stvoriti javno-privatna partnerstva za izgradnju stambenih naselja cijenom pristupačnih stanovnicima s nižim primanjima. U Zagrebu je izgrađeno jedno POS-ovo naselje, Špansko–Oranice, čija je gradnja započela za vrijeme načelnikovanja Vlaste Pavić. Ubrzo nakon Bandićevog povratka na vlast 2005. godine, Grad je otkupio POS-ove projekte u Zagrebu. Bandić ih je prozvao »Zagrebačkim modelom stanogradnje«. Bandić se predstavljao kao zagovornik socijalne stanogradnje, no samo par tih projekata je na kraju izveden. Bandićeva politika istodobno je omogućila zasićenost tržišta skupim stanovima koji dižu cijene kvadrata, a zjape prazni. Prema procjeni, samo polovica novih stanova koje su izgradili privatni investitori od 2001. do 2008. prodana je do 2013.
Struka je okarakterizirala javno-privatna partnerstva Grada Zagreba za stanogradnju kao »potpuni neuspjeh«. POS-ovi stanari su vrlo zadovoljni svojim novim stanovima, što je u velikom dijelu zbog izuzetno loše kvalitete i slabe ponude postojećih jeftinih stanova, koja uzrokuje veliku potražnju, no usprkos tome, samo tri od devet POS-ovih projekata: Špansko-Oranice, Sopnica-Jelkovec (danas Novi Jelkovec) i Vrbani III izgrađeni su do 2015. godine, dok je izgradnja Podbrežja započela tek 2016. godine, a plan je kasnije izmijenjen te je do 2021. samo nekoliko zgrada izgrađeno. Istraživanje iz 2014. pokazalo je da samo 6,1 posto Zagrepčana živi u (bivšim) POS-ovim stanovima, daleko niži udio nego u socijalnim stambenim projektima drugih europskih glavnih gradova. Nova naselja također su se našla na meti kritičara zbog visokih cijena stanova koje su bile slične onima u ograđenom naselju Hoto-Villeu u Svetoj Nedelji, Zagrebačka županija.
Plan Sopnice-Jelkovca izrađen je 2003. godine i više puta mijenjan. Naselje se nalazi u sesvetskoj industrijskoj zoni na mjestu bivše Svinjogojske farme »Sljeme«, koju je Grad kupio 1999. godine. Projekt je uključivao novu gradsku četvrt površine 39,5 ha, koja bi se s gradom povezala produženom Vukovarskom ulicom, po kojoj bi išla nova tramvajska linija, a sam kvart sadržavao bi brojne javne ustanove poput knjižnice, vrtića i bazena za stanare. Nakon što je otkupio projekt od POS-a, Bandić ga je proglasio »svojim djetetom«. Grad Zagreb uložio je u konačnici 2,5 milijarde kuna u projekt, za koji se očekivalo da će Gradu donijeti profit. Gradnja je započela 2006., a otvorenje je uslijedilo 2009., kad je Bandić izjavio da je time »prvi put u povijesti Hrvatske gotovo [riješen] problem stanovanja većine naših sugrađana koji se nisu snašli u tržišnoj utrci.« U sljedećih nekoliko godina naselje je steklo negativnu reputaciju jer planirane ustanove i prometne veze nisu izgrađene. Nakon useljenja mnogi stanari našli su se u stanovima bez osnovne infrastrukture poput telefona i interneta. Autobusne linije uvedene su u kvart tek 2013. godine. Dodatni problem bila je loša gradnja koja je uzrokovala prodiranje vlage u nekim stanovima. Bandić je preuzeo vodeću ulogu u dodjeli stanova u kojoj su stanovnici istog socijalnog statusa uglavnom dobivali stanove u istim zgradama. Segregacija je uzrokovala socijalne probleme te otežalo formiranje zajednice. Većina problema na kraju je otklonjena, a stanovnici su u anketi provedenoj pet godina nakon početka useljavanja izrazili zadovoljstvo kvartom, ali Novi Jelkovec nije se uspio osloboditi loše reputacije u javnosti, što je dovelo do velikog broja praznih stanova godinama nakon što je kvart izgrađen. Preostali neprodani stanovi bili su 2020. ponuđeni u najam potresom pogođenim Zagrepčanima.
Izgradnja naselja Vrbani III započela je 2006. nakon natječaja 2004. godine. Naselje se nalazi u neposrednoj blizini jezera Jarun, a trebalo je biti omeđeno postojećom Horvaćanskom cestom, produženom Vrapčanskom, još jednom novom cestom i novim parkom uz Ulicu Hrvatskog sokola (potonje ceste i park nisu izgrađeni). U planu je bio i vrtić i osnovna škola. Javni sadržaji samo su djelomično izgrađeni te su novi stanari po završetku izgradnje bili upućeni na susjedne kvartove za školu za djecu i sl. Prvi stanovi bili su već prodani kad je 2006. u nekoliko zgrada otkriveno da je voda teško zagađena mineralnim uljima. Koncentracija ulja bila je preko 500 puta veća od zakonski dozvoljene. Grad je pokušao zataškati problem, a Bandić se zajedno s gradskim čelnicima pojavio u Vrbanima III te pred kamerama pio i pohvalio vodu iz hidranta, uvjeravajući građane da će problem biti riješen u roku od nekoliko dana. Pogođeni stanovnici naposljetku su se oslanjali na flaširanu vodu za sve svoje dnevne potrebe osim ispiranja zahoda, sve dok problem nije otklonjen godinama kasnije. Zagrebgradnja, Geoprojekt i Capital Ing, tvrtke uključene u izgradnju Vrbana III, na sudu su proglašene odgovornima za onečišćenje. To nije spriječilo Grad da nastavi poslovati s tim tvrtkama. Nekoliko Bandićevih bliskih suradnika, uključujući Jelenu Pavičić Vukičević, dobili su stanove u projektu Geoprojekta, dok je sam Bandić navodno imao stanove u zgradama Zagrebgradnje. Zagrebgradnja i Geoprojekt bile su među tvrtkama s kojima je Bandić provodio stotine slabo nadziranih zamjena zemljišta od najmanje 2005. do 2009., što je kasnije istraživao USKOK.
Iako ih Bandić nije proglasio dijelom »Zagrebačkog modela stanogradnje«, Arena Zagreb i okolni novonastala naselja pate od sličnih problema. Početkom svjetske gospodarske krize Bandić se zalagao za izgradnju Arene Zagreb, jednog od nekoliko rukometnih stadiona koji su otvoreni 2009. godine za potrebe domaćina Svjetskog prvenstva u rukometu 2009. Arena je izazivala kontroverze od samog početka; mjesto gradnje i plan projekta različiti su od onih koji su izabrani na javnom natječaju. Osim toga, visoki troškovi zahtijevaju da dvorana bude popunjena 250 dana u godini da bi bila rentabilna. Pojedinosti javno-privatnog partnerstva kojim je Arena izgrađena uvjetovale su da Grad ne samo da plaća najamninu koncesionaru, nego i snosi dio troškova, dok je sam koncesionar izrazio sumnju u isplativost dvorane. Zajedno s Arenom izgrađen je i trgovački centar Arena Centar a na kompleks se naslanjaju i stambeno naselje Jaruščica i proširenje Laništa. Godinama nakon završetka gradnje, kvart nije imao osnovne sadržaje poput parkova, škola, vrtića i ambulanti, koristeći kapacitete obližnjih starijih četvrti. Javnim prostorima gotovo bez drveća dominirala su velika parkirališta, koja svejedno nisu bila dovoljna za potrebe Arene Zagreb, koja može primiti do 22 500 ljudi, što stanovnicima stvara probleme pri parkiranju. Ugovor o koncesiji, čiji je puni tekst tajan, uvjetuje prelazak Arene Zagreb u gradsko vlasništvo redovnim plaćanjem najamnine, u čemu Bandićeva uprava nije uvijek bila uspješna.

### Prometna infrastruktura
Bandić je često kritizirao prometnu infrastrukturu Zagreba, redovito najavljujući brojne kapitalne infrastrukturne projekte koji bi navodno riješili zagrebačke prometne gužve. Neki od njih bili su projekt gradskih autocesta kroz gusto naseljeno Podnožje Medvednice (»Sjeverna tangenta«), tunel ispod Medvednice koji bi povezao Zagreb i Stubicu, razni tunelima i podvožnjaci usred stare gradske jezgre, produženje raznih avenija i glavnih cesta (npr. Branimirove ceste do obilaznice ili spajanje Prisavlja) i gradnja nekoliko novih savskih mostova u blizini Jaruna i Bundeka.
Izvedeno je nekoliko projekata: proširenje dijela Ljubljanske avenije (koji je Bandić naknadno populistički prozvao Zagrebačka avenija), Radničke ceste i Jankomirskog mosta te izgradnja Domovinskog mosta i nekoliko nadvožnjaka i podvožnjaka, primjerice ispod Remetinečkog rotora. Izgrađena je nekolicina novih dionica glavnih cesta, uključujući nedostajući kilometar Branimirove ceste na Zavrtnici, koji se gradio od 2005. sve do 2016. godine. Mnogi su se projekti našli na meti kritike zbog loše izvedbe, poput podvožnjaka na Škorpikovoj cesti (koji je nastavio redovito poplavljati tijekom kiše i nakon što su izvršeni radovi čija je svrha bila upravo rješavanje tog problema) te neuredno obilježenih biciklističkih staza.
Godine 2016. obnovljen je pješački Savski most, a 2018. započeli su radovi na rekonstrukciji dotrajalog Mosta slobode. No već 2019. godine Savski se most zatvara nakon što je dio kolnika propao na Savski nasip. Bandić pritom izjavljuje da je most siguran i da će biti popravljen za nekoliko dana. No propali dio kolnika ostao je zatvoren za promet do kraja Bandićevog načelnikovanja; tada se govorilo o otvorenju 2022. godine. Nakon završetka rekonstrukcije Mosta slobode u prosincu 2019., počeli su radovi na Mostu mladosti. Bandić je iskoristio tu priliku da po posljednji put objavi skori početak radova na Jarunskom mostu. Ministarstvo graditeljstva i prostornog planiranja kritiziralo je obnovu Mosta slobode jer se glavnina obnove svodi samo na voznu površinu i ograde umjesto da se popravi oštećena nosiva konstrukcija mosta.

#### Javni prijevoz
Većina Bandićevih intervencija u prometnoj infrastrukturi odnosila se na cestovni promet. Primjerice, biciklistička infrastruktura je proširena, no staze su i dalje bile nepotpune i slabo povezane te je udio bicikala u gradskom prometu posljedično zaostajao za ostalim europskim metropolama, unatoč tome što je Zagreb 2015. i dalje imao jedan od najmanjih udjela automobila u cjelokupnom prometu. Iako je Bandić mnogo puta obećao proširenja okosnice zagrebačkog javnog prijevoza, tramvajske mreže, ništa od toga nije izvedeno, te je prvi put u povijesti zagrebačkih tramvaja 20 godina proteklo bez izgradnje ijednog metra tramvajske pruge. Posljednje proširenje mreže dogodilo se 2000. kad je Bandić otvorio dvije nove dionice pruge, Dubrava – Dubec i Jarun – Prečko, dovršene za vrijeme mandata Matulović Dropulić. Okretište u Prečkom i dvadeset godina kasnije prate imovinski sporovi zbog kojih je jednom prilikom bilo privremeno zatvoreno. 2007. je najavljeno sedam novih trasa pruge koje su trebale biti izgrađene »u idućih nekoliko godina«, uključujući pruge na Trešnjevci, Laništu, Dubravi i preko nesuđenog Jarunskog mosta, dvije različite pruge do zračne luke »Franjo Tuđman«, a predložene su i nove trase u Trnju i na produženoj Vatikanskoj ulici. Bandić je najavljivao radove u bliskoj budućnosti na prethodno spomenutim i posve novim trasama do kraja načelnikovanja. Najavljivani su i rekonstrukcija remize i terminala za autobus, vlak i tramvaj na Savskom mostu. Kad je jedan od tih projekata došao u vijesti 2019., Bandić je zanijekao da ga je ikad obećao. Bandić je u više navrata od sredine 2000-ih predstavljao planove za metro. 2014. godine najavljeno je 17 km lake gradske željeznice koji su trebali biti završeni 2017. Planovi za metro oživljeni su nakon potresa 2020. godine, da stanarima oštećenih zgrada »ne vibriraju ispod prozora tramvaja«, prema Bandićevoj izjavi.
Početkom 2000-ih Grad Zagreb na javnom natječaju odabrao je najjeftiniju ponudu, Crotramov TMK 2200, za obnovu tramvajskog voznog parka u niskopodnim vozilima. Prve niskopodne tramvaje najavila je Vlasta Pavić. Bandić je više puta zagovarao kupnju još vozila TMK 2200, kojih je do 2010. bilo kupljeno 140 komada i koji čine većinu tramvaja u prometu. Iako je često najavljivao i lobirao za prodaju Crotramovih tramvaja u mnogo drugih europskih gradova, uključujući Stockholm, Sofiju i Helsinki, u svim slučajema je interes posustao prije prodaje. Stanovnici Helsinkija rekli su da su probna vozila »tijesna i bučna«, a u Osijek, jedinom drugom hrvatskom gradu s tramvajskom mrežom, vlasti su odlučile potražiti jeftinije tramvaje u inozemstvu. Tek 2017. godine u niskopodne tramvaje ugrađene su rampe za invalidska kolica, koje su bile nužne jer pod tramvaja nije u razini s peronima.
Jedan od Bandićevih dugogodišnjih projekata bila je rekonstrukcija Sljemenske žičare. Originalnu sljemensku žičaru otvorio je 1963. gradonačelnik Pero Pirker. Nakon dugih crnih prognoza o sigurnosti žičare, Bandić je nakon kvara elektromotora 2007. trajno zatvorio žičaru. 2008. su najavljeni planovi za novu žičaru većeg kapaciteta koja bi bila otvorena već sljedeće godine. Novac se i dalje trošio na projekt žičare koji se proširio na trasu od 45 milijuna eura koja bi povezivala Zagreb s Bistrom. Gradnja je započela 2019. i to samo na izvornoj trasi žičare (osim produžetka od nekoliko stotina metara do novog terminala u Dolju), a Bandić je najavio da će se do druge strane Medvednice dolaziti pak novom tramvajskom prugom ispod planine. Žičara je trebala biti otvorena 2020. godine, ali otvorenje je nekoliko puta odgođeno, uključujući i za zbog ojačanja čelične konstrukcije nakon potresa u Petrinji. Oporba je Bandića već kritizirala zbog nastavljanja skupih radova na žičari nakon ranijeg zagrebačkog potresa u ožujku 2020. Pravna stručnjakinja također je okarakterizirala terminal žičare kao povredu autorskih prava zgrade Deloittea u Oslu. Grad je najavio da će prijaviti žičaru u EU fondove. ZET je uzeo dugoročni zajam od 537 milijuna kuna za pokrivanje troškova radova. Uvid u prekoračenje troškova otkrio je visoko precijenjene građevinske materijale, a ukupna vrijednost prekoračenja iznosila je samo 0,4 % manje od iznosa koji bi zakonski potrebovao novi javni natječaj. Bandić se odrekao odgovornosti za prekoračenje, tvrdeći da su uzroci izvan njegove kontrole. Nakon što je zviždač pod pseudonimom objavio sedmerosatni film o radovima, USKOK je pokrenuo istragu o prekoračenju troškova. Krajem travnja 2021. žičara još uvijek nije bila otvorena za javnost.

#### Parking garaže i preuređenje kvadrata
Pokušavajući riješiti problem parkiranja u centru grada, početkom 2000-ih izgrađen je niz javnih garaža. Garaže izgrađene ispod Langovog i Kvaternikovog trga drastično su izmijenile izgled trgova. U potonjem slučaju garaža je narasla u dominantan dio opsežnijeg plana rekonstrukcije Kvaternikovog trga koji je proveden nakon što je s trga premještena poznata tržnica »Kvatrić«. Cestovnom prometu ustupalo se i uklanjanjem prometnih pješačkih prijelaza kod Maksimirske ulice, koji su zamijenjeni pothodnicima. Novi izgled trga postao je neprivlačan za pješake te su se ljudi na njemu većinom prestali zadržavati. Istraživanje 2015. je opisalo novi Kvaternikov trg najistaknutije mjesto neugode među zagrebačkim trgovima. Neke rekonstrukcije patile su i od loše kvalitete izvedbe, primjerice prilikom preuređenja Britanskog trga novi kružni tok bio je preuzak za ZET-ove autobuse, a fontana u središtu kružnog toka je prskala vodu po obližnjoj autobusnoj stanici (ovaj projekt našao se na meti USKOK-a). Spomenik Domovini na Trgu Stjepana Radića otkriven u prosincu 2020. godine već u travnju iduće godine patio je od zamora materijala. Posljedice takvih preuređenja kritično su nazvane »eliminacijom trgova«.
Projekt ranih 2000-ih javne garaže za posjetitelje Klinike za dječje bolesti u Klaićevoj ispod Srednjoškolskog igrališta Elipse iza Muzeja Mimare do 2011. narastao je u plan za javno-privatno partnerstvo vrijedno 310 milijuna kuna koje je uključivalo podzemni trgovački centar. No Gradu je privlačnija lokacija za podzemnu garažu bio Trg Republike Hrvatske. Projekt, kojeg je Bandić zagovarao, uključivao je pješačke ulaze u garažu oko Meštrovićevog Zdenca života, a garažne bi se rampe nalazile uz bočne zidove zgrade Hrvatskog narodnog kazališta. Krajem 2000-ih pojavili su se planovi za još tri javne garaže u blizini Trga Petra Preradovića, jednu ispod Strossmayerovog trga te još 16 u unutrašnjosti raznih donjogradskih blokova koje je predložio Gradski zavod za zaštitu spomenika. Planovi su napušteni nakon intervencije Društva povjesničara umjetnosti, Ministarstva kulture i predsjednika SDP-a Zorana Milanovića, koji je projekt opisao kao »devastaciju« Donjeg grada. Jedna garaža je na kraju izgrađena u sklopu privatnog projekta, kao dio Centra Cvjetni (vidi § Slučaj »Cvjetni«). Gradska skupština uvela je 2010. zabranu gradnje parkirnih garaža u Donjem gradu, stavši time na kraj svim projektima, iako su se Bandić i Zagrebparkingovi čelnici nastavili još nekoliko godina poigravati idejom garaže ispod HNK-a. Neujednačeni raspored izgrađenih garaža prouzročio je nisku popunjenost garaža koje su blizu jedna drugoj, dok problem parkiranja u ostalim dijelovima centra ostaje neriješen. Nekoliko garaža nalazi se na rubovima donjogradske pješačke zone te unatoč svojoj prvotnoj namjeri da smanje promet, one same uzrokuju prometne gužve i privlače automobile u gradsku jezgru.
Krajem 2017. godine započeto je uklanjanje drveća oko Doma hrvatskih likovnih umjetnika na Trgu žrtava fašizma. Preuređenje trga potaknulo je prosvjede koji su organizirani pod inicijativom Vratite magnoliju, nazvanom po nekoliko starih magnolija koje su se našle među drvećem i grmljem koje je grad namjeravao posjeći i svesti zelenilo oko zgrade HDLU na travnjak. Protiv Bandića i još jednog gradskog pročelnika podignute su optužbe na sudu u vezi preuređenja trga. Između ostalog bili su optuženi za oštećivanje kulturne baštine. Stabla, od kojih su neka bila zaštićena baština i dijelovi zagrebačke popularne kulture, uklonjena su za vrijeme sudskog postupka. Neka stabla su navodno bila »bolesna«, neka su »previše narasla«, a kod drugih je projektna dokumentacija na jednom mjestu predlagala čuvanje a na drugom rušenje. Uklonjene su i Meštrovićeve stube od bračkog kamena, koje su zamijenjene betonom. Bandić i njegov suradnik oslobođeni su optužbi. Bandić je potom na Trg žrtava fašizma došao odjeven u uniformu Zrinjevca i provocirao prisutne prosvjednike koseći travu. Iako je nekolicina stručnjaka podržala novo uređenje, većina, koja je uključivala i nekoliko strukovnih udruženja, držala je da je stari izgled bio prikladniji. Preobražaj je podijelio javnost, a prosvjedi su bili popraćeni i »gerilskim« akcijama sadnje drveća na trgu koje je policija suzbila. Prilikom preuređenja gradska uprava također je uklonila klupe i postavila znakove kojima se zabranjuje hodanje po zelenim površinama. Nakon preuređenja građani su počeli puno rjeđe posjećivati trg i manje se na njemu zadržavati. »Hladna monumentalnost« ogoljenog trga uspoređena je s totalitarnom arhitekturom, posebice arhitektonskim rješenjem iz doba Nezavisne Države Hrvatske kojim je 1941. – 1942. uklonjeno zelenilo s dijela trga u postupku preuređivanja Meštrovićevog paviljona u džamiju.
Godine 2013. a GUP-u je promijenjena namjena jedinog parka u Trnjanskoj Savici kako bi se omogućilo da se na najšumovitijem dijelu parka izgradi crkva. Prosvjedi, koji su bili u tijeku 2016., pojačani su u izbornoj godini 2017., kad su stanovnici Savice i aktivisti danonoćno stražarili u parku braneći ulaz građevinskim ekipama. Istraživanje iz 2016. našlo je protivljenje projektu kod velike većine stanovnika Savice, uključujući i 72 % Savičana katolika. Dva tjedna prije izbora, Bandić je obećao zaustavljanje projekta i pozvao na prekid prosvjeda. Ministarstvo zaštite okoliša i prostornog planiranja odbilo je izdati lokacijsku dozvolu za crkve te se činilo da je projekt propao. Unatoč tome, 2018. je Bandić, osvojivši još jedan mandat, izrazio potporu projektu. U 2019. i 2020., dok je Bandić pokušavao donijeti novi generalni urbanistički plan, projektu crkve dodano je i svetište posvećeno blaženom Alojziju Stepincu, a govori se i o hodočasničkom turizmu čiji bi prateći sadržaji vjerojatno uzrokovali uklanjanje čitavog parka. Novi GUP nije prošao glasovanje u gradskoj skupštini, a nekoliko mjeseci kasnije grad je dao parku, nazvavši ga Park Marije Ružičke Strozzi. Za vrijeme ostatka Bandićevog mandata nije bilo daljnjih nastojanja da se u parku gradi. Uspjeh prosvjeda u parku Savica shvaćen je kao mogući početak uključivanja građana u do tada nepokolebljivi proces odlučivanja gradske vlasti.

### Poslovanje Grada Zagreba i Zagrebački holding
Tijekom Bandićevog načelnikovanja proračun Grada Zagreba narastao je s 3,8 milijarde kuna 1998. na 13,7 milijardi 2021. Bandić je ukupno upravljao dodjelom otprilike 177 milijardi kuna u gradskim proračunima.
Dana 1. siječnja 2007. Bandić je osnovao Zagrebački holding. Sva gradska poduzeća stavljena su u holding, kojim je Bandić isprva upravljao sam; naime, bio je jedini član uprave do intervencije Ministarstva javne uprave 2009. godine. Holding je preuzeo neke od gradskih odgovornosti, poput izgradnje škola i vrtića, a projekti su financirani tako da je gradska imovina (primjerice, novi tramvji) prodana pa unajmljena na leasing od kupaca (tzv. sale and leaseback). 2007. holding je izdao obveznice u vrijednosti od 300 milijuna eura na Londonskoj burzi namijenjene za obnovu zastarjele vodovodne, kanalizacijske i plinske infrastrukture. U centru Zagreba u upotrebi se mješoviti kanalizacijski sustav iz 1892. godine koji je u poplavi 2020. godine bio preopterećen i zakazao. Mali dio novca potrošeno je na obnovu (4,8 mil. kn na vodovod), ostatak je korišten za krpanje rupa u gradskom proračunu, koje je izvršeno kupoprodajom nekretnina. Novac je potrošen i na u konačnici neprofitabilni projekt Sopnica – Jelkovec, iako je Bandić prilikom izdavanja obveznica osobno jamčio da novac neće biti trošen na stanogradnju. Stručni rad iz 2013. godine pozvao je na restrukturiranje Zagrebačkog holdinga, utvrdivši da je tvrtka izložena visokom deviznom riziku (jer su skoro svi prihodi u kunama, a skoro svi rashodi u eurima) i da dugove otplaćuje novim zaduživanjima. Godine 2011. Zagrebački holding podigao je 1 milijardu kuna u kratkoročnim kreditima da bi otplatio dugove. Kada su londonske obveznice dospjele 2016. godine, Holding nije imao sredstava da vrati novac te je dug otplaćen izdavanjem nove serije obveznica na hrvatskom tržištu. Nove obveznice Grad garantira svojim proračunom i imovinom, a dolaze na naplatu 2023. Ovu situaciju predvidio je čelnik Holdinga Slobodan Ljubičić Kikaš već 2007., rekavši: »Prodaš obveznice jednom pa drugi, treći put i tako u nedogled.« 2017. godine Zagrebački velesajam i dugogodišnji gubitaš Zagrebački električni tramvaj (ZET) izdvojeni su iz Zagrebačkog holdinga. ZET je svojedobno bilježio velike gubitke jer je Bandić većini građana nudio besplatni prijevoz, a našao se na meti novinara zbog praksi poput plaćanja vozačima provizije na karte prodane u vozilima. U sklopu te transakcije, Zagrebački holding zadržao je zadržao profitabilni dio imovine ZET-a, uključujući radničko odmaralište Vila Milda u Lošinju, koje je prodano 2020. godine, što je rezultiralo prosvjedom zaposlenika ZET-a.
Istraga budimpeštanskog Centra za istraživanje korupcije (CRCB) Grada Zagrebu i Zagrebačkog holdinga ustanovila je da je od svih europskih glavnih gradova Zagreb najgori po riziku od korupcije i konkurentnosti javnih natječaja. U razdoblju od 2011. do 2016. godine, više nego trećina javnih natječaja Grada Zagreba i Holdinga imala je samo jednog ponuđača, u takvim natječajima podijeljeni su poslovi vrijedni miljiarde kuna. CRCB je procijenio da su Zagrepčani radove na tim natječajima preplatili 2,70 milijardi kuna. Natječaji Zagrebačkog holdinga bili su najneučinkovitiji 2013. godine, dok su gradski natječaji to bili 2016. godine, oba puta blizu lokalnih izbora. Koristeći Benfordovim zakonom, CRCB je otkrio veliko precjenjivanje usluga u odnosu na njihovu stvarnu tržišnu vrijednost, najčešće na natječajima bez konkurencije i onima koje je raspisao Zagrebački holding. Na natječajima su uglavnom pobjeđivale tvrtke kojima je javna nabava imala veliki udio u poslovanju, a međunarodnim izvoz im je bilo malen ili nepostojeći. Korištenje sredstava iz EU fondova bilo je ispod prosjeka i za Hrvatsku i za druge europske glavne gradove u regiji. Vodoopskrba i odvodnja, tvrtka za upravljanje vodama Zagrebačkog holdinga, najavila da će 2014. potrošiti 1,4 milijarde kuna iz EU fondova, no ustvari je dobila samo 4,5 milijuna.
Godine 2014. Bandić i niz čelnika Grada Zagreba i Zagrebačkog holdinga uhićeni su u tzv. aferi Agram. Ljubičić je bio uhićen u pokušaju bijega iz Hrvatske. Bandić je bio optužen za neplaćanje poreza na donacije iz izborne kampanje, pogodovanje tvrtki CIOS koja se bavi zbrinjavanjem otpada te zamjenu i prodaju gradskog zemljišta ispod tržišne cijene. Bandić je pušten iz pritvora nakon mjesec dana, a jamčevinu od rekordnih 15 milijuna kuna platila je ista odvjetnička tvrtka koja obavlja odvjetničke poslove za Grad Zagreb; Bandić je kasnije za taj sukob interesa kažnjen novčanom kaznom od 30 000 kuna. U proljeće 2015. vraćen je u pritvor zbog pokušaja utjecanja na svjedoke, ali je opet pušten nakon mjesec dana po naredbi Ustavnog suda. Prilikom uhićenja Bandić nije dao ostavku na mjesto gradonačelnika. Gradom je od prvog do drugog Bandićevog uhićenja upravljala tadašnja Bandićeva zamjenica Sandra Švaljek. Drugo uhićenje poklopilo se s prihvaćanjem Bandićeve žalbe na zabranu obnašanja dužnosti te je Bandić ustvari iz pritvora upravljao gradom. Švaljek je još kratko bila vršiteljica dužnosti gradonačelnika, dok joj Bandić iz pritvora nije ukinuo ovlaštenje i na njen položaj postavio Vesnu Kusin. Nakon puštanja iz pritvora Bandić se ubrzo vratio na mjesto gradonačelnika. Afera Agram nije time završena; u trenutku svoje smrti Bandić je bio optuženik u nekoliko sudskih slučajeva, uključujući aferu Agram, aferu Štandovi gdje je bio optužen za pogodovanje inicijativi Željke Markić, aferu Pročistač i dr. U tom periodu je nekoliko gradskih čelnika osuđeno na uvjetne zatvorske kazne zbog nezakonitih izmjena GUP-a.

### Zapuštena gradska zemljišta
Za vrijeme Bandićevog načelnikovanja grad je otkupio nekoliko neiskorištenih bivših industrijskih zemljišta radi prenamjene, ali ih nije uspio prodati niti na njima graditi. U travnju 2004. tadašnja gradonačelnica Vlasta Pavić kritizirala je Bandića zbog kupnje zemljišta bivše tvornice mesnih prerađevina Zagrepčanka, jer je grad zemljište platio, a zbog imovinskopravnih problema nije se mogao upisati kao vlasnik. Skandal je u medijima prozvan »slučaj Zagrepčanka«. Pavić se potom distancirala od svog stranačkog kolege Bandića, koji joj je oko tog slučaja prema navodima opsovao majku na zasjedanju Gradske skupštine. Bandić je uz potporu svih SDP-ovih zastupnika u skupštini osim Pavić izdao novinski oglas »Istina je!« o kupnji zemljišta. Uslijedila je sudska tužba protiv Bandića i drugih članova poglavarstva zbog oglasa, koji je opisan kao napad na autoritet suda. Tri godine kasnije, Bandić je oslobođen optužbi, a Gradu Zagrebu je dosuđeno puno vlasništvo zemljišta. Bandić je pritom obećao »novi poslovni centar Zagreba« na mjestu Zagrepčanke. Projekt nije ostvaren; još u gradskom proračunu 2021. planirani su prihodi od prodaje ruševne tvornice.
U blizini Glavnog kolodvora postoji niz slično napuštenih bivših tvornica. Najveći je kompleks Tvornice željezničkih vozila »Janko Gredelj« na samom kolodvoru, napušten nakon što se tvornica (danas TŽV Gredelj) poslije poplave 1964. preselila na Vukomerec. Zagrebački holding kupio je bivšu tvornicu od Gredelja 2006. godine za 660 milijuna kuna novca od prodaje obveznica. Nakon nekoliko godina, Bandić je najavio plan da grad od Holdinga otkupi zemljište da pomogne u plaćanju Holdingovih dugova. 2006. godine revizijom je ukinuta spomenička zaštita za veći dio tvornice, a Bandić je najavio planove za »novo središte grada«. Gradnja je ponovno izostala te se u kompleksu Gredelj i danas nalaze propadajuće neodržavane zgrade stare tvornice, s iznimkom jednog manjeg parkirališta koje je Zagrebparking otvorio 2018. Još jedan raspadajući primjerak zaštićene industrijske baštine, Zagrebački Paromlin, smješten je uz Gredelj i željeznički kolodvor. Godine 2006. planiralo se renovirati Paromlin renovirao i u njega smjestiti Hotel Marriott, hoteli čijeg lanca su često smješteni u obnovljenim industrijskim zgradama. Godine 2012. predstavljen je plan kojim bi se Paromlinom riješilo pitanje smještaja Gradske knjižnice. Godine 2011. velik dio Paromlina srušen je i pretvoren u javno parkiralište, koje kasnije Zagrebparking počinje naplaćivati. Dio Paromlina urušio se u oluji 2013., a još jedan dio nezakonito je srušen 2014. Urušavanje 2013. Bandić je prokomentirao: »Da sam se prije rodio, napravio bih projekt obnove Paromlina na vrijeme pa do ovoga ne bi došlo. No, i ovo je povod da se na projektu obnove počne ozbiljnije raditi.«
Godine 2007. Grad Zagreb kupio je Potsdamsko limeno kazalište (njem. Blechbüchse). Montažno kazalište kupljeno je za 80 000 eura, dok je na prijevoz u Zagreb potrošeno 18 milijuna kuna. Prvotno je predloženo da se kazalište postavi u Središću, no grad ga je odlučio smjestiti u Sloboštinu. Prazno zemljište u Sloboštini na rubu Novog Zagreba zamijenjeno je za parcelu u širem centru grada na Trešnjevci, a grad je i doplatio 12 milijuna kuna, potrošivši ukupno preko 30 milijuna kuna na projekt. Limeno kazalište nikada nije ni sastavljeno, a mnogi dijelovi su navodno u slijedećih osam godina ukradeni, o čemu su pisale i njemačke novine.

### Ekologija
Sredinom 2010. godine, tijekom četrnaestogodišnjeg projekta proširenja Radničke ceste, pokriven je dio Glavnog odvodnog kanala (do tada otvorena kanalizacija, prozvana »Drek river«) i izgrađena je kanalizacija u Kozari Putevima, jednom od niza bespravno izgrađenih kvartova na području Peščenice. Bandić je 2000. kampanju bazirao na Peščenici.
Jedno od Bandićevih višegodišnjih obećanja bilo je zatvaranje smetlišta Jakuševec, koje predstavlja ekološku opasnost za grad. Jakuševec su privremno zatvarali štrajkovi i požar plastičnog otpada, a svojedobno je i radio bez dozvole. Nakon jednog štrajka Jakuševčana, Bandić je obećao legalizaciju sve bespravne gradnje u kvartu Jakuševec i izuzeo ga iz zabrane uzgajanja domaćih životinja u gradu. Problem odlaganja gradskog otpada nije riješen do kraja Bandićevog načelnikovanja. U drugoj polovici 2010-ih dogodio se niz požara, od kojih su neki prema nahođenju policije namjerno podmetnuti, na privatnom CIOS-ovom odlagalištu, kojemu je prema optužbama u aferi Agram Bandić navodno pogodovao.
2018. godine Bandić je predstavio projekt kojim bi vlasnici motornih vozila registriranih u Zagrebu bili obvezani redovno motore vozila podvrgavati »novoizumljenom« obliku HHO čišćenja tvrtke Petra Jončića. Dokaz da takvo čišćenje smanjuje emisije ugljičnog dioksida na koncu se nije pojavio te je projekt nakon kritike stručnjaka s Fakulteta strojarstva i brodogradnje povučen.

### Političko preimenovanje trgova i spomenici
Početkom 1990-ih, prva demokratski izabrana gradska vlast preimenovala je niz zagrebačkih ulica i trgova. Vraćena su mnoga imena od prije 1941., a nekim ulicama i trgovima dana su nova imena. Najviše kontroverzi vezano je za Trg žrtava fašizma, koji je 1990. nazvan Trgom hrvatskih velikana. Dolaskom Bandića na vlast 2000. godine, trgu je vraćeno prijašnje ime, a novo je upotrijebljeno za dotadašnji Trg burze. Val preimenovanja završio je 1995., no Bandić je svejedno imao vodeću ulogu u još nekoliko slučajeva preimenovanja ulica. Godine 2008. održani su prosvjedi koji su tražili preimenovanje tadašnjeg Trga maršala Tita u međuratni naziv »Kazališni trg«. Bandić se protivio prijedlogu, rekavši da ne postoje »povijesni razlozi za promjenu imena trga«. No 2017. dao je uspješan prijedlog za promjenu imena u Trg Republike Hrvatske. Branko Lustig, hrvatsko-židovski filmski producent i član BM 365, odbio je podržati zahtjev te ga je Bandić potom smijenio i njegovo mjesto u Gradskoj skupštini popunio drugim članom svoje stranke. 
Nakon smrti prvog predsjednika Republike Hrvatske Franje Tuđmana javio se pokret koji je zahtijevao da se po njemu nazove neki zagrebački trg te se 2006. u medijima pojavila rasprava oko toga koji će trg biti izabran. Tuđmanove pristaše predložili su nekoliko postojećih donjogradskih trgova, dok su ljevičari favorizirali livadu ispred Nacionalne i sveučilišne knjižnice, između dvaju smjerova Ulice Hrvatske bratske zajednice. Bandić je više puta izjavio da će predsjednik dobiti »najljepši zagrebački trg jer to zaslužuje«. Na kraju mu je dodijelio do tad neimenovani park iza Rudolfove vojarne. Desnica je kritizirala Bandićevu odluku. Park je u početku trebao biti preuređen u gradski trg s vodenim parkom i paviljonom s trgovinama i restoranima, koji je Bandić opisao kao »drugo srce grada«. Bandić je kasnije pak iznio prijedlog da se tamo izgradi cestovna petlja kako bi se ubrzao automobilski promet u središtu grada. Nijedan projekt na kraju nije izvršen. Bandić je 2015., stupivši u koaliciju s HDZ-om, gorljivo podržao prijedlog da se zagrebačka zračna luka nazove po Tuđmanu. Mjesto spomenika Tuđmanu također je bilo sporno; njegova je bista na kraju postavljena na sredini Ulice Hrvatske bratske zajednice, gdje je Bandić 2012. godine postavio kontroverzan niz fontana.
Skandal je nastao i 2006. kad je 150-godišnjicu rođenja znanstvenika Nikole Tesle Bandić obilježio »podizanjem« kipa Tesle autora Ivana Meštrovića, koji je zapravo premješten s prvobitnog položaja na Institutu Ruđer Bošković (IRB) u Teslinu ulicu u centru grada. Razne institucije, među njima IRB, Akademija likovnih umjetnosti i Muzej Ivana Meštrovića, izjavile su da je odluka protivna Meštrovićevoj namjeri. Meštrović je zamislio kip Tesle kao dio spomeničkog para s kipom Ruđera Boškovića, a bio je toliko odlučan u namjeri da se dotični kipovi tako predstavljaju na Institutu Ruđer Bošković da je naredio uništenje kalupa da spriječi izradu replika. Godine 2013. pokrenuta je neuspješna peticija da se kip vrati na prostor Instituta.

### 2020.
Krajem 2019. u Zagrebu su počeli prosvjedi inicijative Zagreb vas zove, Siget, Zelene akcije i Prava na grad koji su tražili Bandićevu ostavku i uhićenje zbog navodnih malverzacija i korupcije. Prosvjede je potaknuo Bandićev pokušaj da se donese novi GUP koji bi omogućio »zagrebački Manhattan«, projekt prenamjene velike količine zelenih površina i športskih terena u Novom Zagrebu kojim bi se, prema Bandićevom prijedlogu, omogućila gradnja nebodera od 200 katova. U tu svrhu govorilo se i o rušenju i eventualnom preseljenju Zagrebačkog velesajma i Hipodroma. Građani su uložili više od 30 000 primjedaba na projekt; primjedbe su gradske vlasti odbile. Projekt je propao nakon što se Bandić i HDZ nisu mogli dogovoriti o izmjenama i dopunama plana, čime je srušen prijedlog GUP-a. Poraz HDZ-ove predsjednice Kolinde Grabar-Kitarović na izborima 2019., za koji je okrivljena potpora od strane skandaloznog gradonačelnika, doprinio je hlađenju odnosa između Bandića i HDZ-a. Početkom 2020. prosvjedi protiv Bandića obustavljeni su zbog pandemije koronavirusa, koji je u Zagreb stigao 25. veljače 2020. U ožujku 2020. Bandić je kritiziran jer se šalio s nedostatkom sapuna u zagrebačkim školama. U ranim satima 22. ožujka 2020., istog dana kada je započela karantena zbog koronavirusa, Zagreb je pogodio snažni potres jakosti 5,5 po Richteru. Unatoč relativno niskoj jakosti po Richteru, plitko žarište potresa i loše stanje zagrebačkih građevinskih objekata učinilo je ogromnu štetu na gradu. Oštećene su i neke nove zgrade poput Muzeja suvremene umjetnosti i Centra Cvjetni. Većina bolnica, koje su smještene u starim zgradama u osjetljivom sjevernom dijelu grada, pretrpjela je štetu i morala je biti evakuirana. Šteta je kasnije procijenjena na 86 milijardi kuna. U prvim danima oporavka Bandić je sebe imenovao pročelnikom za civilne zaštite u Zagrebu i počeo održavati svakodnevne konferencije za novinare na temu potresa i COVID-19. Bandić se našao na meti javnosti zbog izjave da je šteta nastala jer »stanovnici nisu ulagali u svoju imovinu«, najave da će stanari morati sami financirati popravke, i pripisivanja krivnju za štetu u centru grada suvlasnicima zgrada koji su odbili njegov program obnove fasada. U stvarnosti, za obnovu koja nije obuhvaćala seizmičku sanaciju ni bilo koje druge radove na statici zgrade prijavilo se dovoljno građana da neki projekti nisu realizirani zbog manjka radne snage. Državna revizija 2019. otkrila je da tada za nijedan projekt obnove još nisu bili zaključeni ugovori, a da je fond za elementarne nepogode potrošen na »programske aktivnosti udruga, projekte vjerskih zajednica i obilježavanja prigodnih manifestacija«. U travnju su se prosvjedi nastavili, u obliku lupanja loncima s prozora zbog karantene, dok je Ministarstvo graditeljstva Bandića optužilo da ometa obnovu grada. Bandić je između ostalog prema njihovim navodima odbio smjestiti stanovnike koji su u potresu ostali bez domova u prazne i nezakonito zauzete gradske stanove.
Bandić je ubrzo počeo podržavati financijsko potpomaganje obnove privatnih nekretnina i ostao je optimističan u vezi obnove. Međutim, obnova je u trenutku Bandićeve smrti bila tek u začecima, te su mnogi ljudi, nemajući kamo, još uvijek živjeli u teško oštećenim zgradama. U Donjem gradu su propisi o kulturnoj baštini dodatnom birokracijom usporavali obnovu. Prema procjeni vijeća gradske četvrti Donji grad do sredine travnja 2020. odande se odselilo 20 000 ljudi, odnosno više od polovice stanovništva. Metalni prolazi za zaštitu pješaka od padajućih dijelova fasade sustavno su se počeli postavljati tek u 2021. Osim loše koordinacije obnove, Bandić je kritiziran i jer je smanjio sredstva za popravke škola i drugih javnih zgrada radi financiranja Snježne kraljice i ukrasne rasvjete. Osim potresa 22. ožujka, Zagreb su pogodili poplava u srpnju prilikom koje su stanovnici Trnja provalili u branu potoka Kuniščaka na obali Save i podignuli ustavu zbog koje se voda zadržavala u gradu, i jači potres na području Petrinje 29. prosinca. Petrinjski potres je dodatno oštetio oštećene zgrade, no prema Bandićevoj procjeni šteta je u Zagrebu ovaj put bila 20 puta manja. Grad nije objavio precizne podatke o opsegu štete u Zagrebu od poplave i potresa u Petrinji. Bandić je obećao financijsku pomoć žrtvama potresa u Petrinji. Jedan od ljudi koji su sudjelovali u prosvjedima protiv Bandića bio je i filmski redatelj Dario Juričan, koji je radi publiciteta promijenio ime u Milan Bandić i kandidirao se za predsjednika Hrvatske na izborima 2019. kao samoprozvani »evanđelist korupcije«, završivši na petom mjestu s 4,61 % glasova. 2020. režirao je dokumentarni film »Kumek« o Bandićevim skandalima.

## Osobni život i obrazovanje
Milan Bandić rođen je 22. studenoga 1955. u Donjim Mamićima, Grudama, SR Bosna i Hercegovina od Joze Bandića i Ankice Tomić. Bio je srednje dijete, imao je starijeg brata Dragu i mlađu sestru Tonku. Godine 1974. otišao je u Zagreb, gdje je na Sveučilištu u Zagrebu studirao obranu i zaštitu. Studenti koji su završili ovaj predmet, koji se u Zagrebu predavao na Fakultetu političkih znanosti, bili su kvalificirani za predavanje predmeta obrane i zaštite, osnova marksizma te teorije i prakse socijalizma (TIPS) u srednjoj školi. Kao dio nastave koja je uključivala praktičnu nastavu u Jugoslavenskoj narodnoj armiji, studenti obrane i zaštite bili su izuzeti od obveznog vojnog roka; oni uspješniji dobili su i status rezervnog oficira JNA. Bandić navodi da je nakon završetka studija služio u JNA, što su neki protumačili kao obvezni vojni rok.
Završivši studij, Bandić je ostao u Zagrebu gdje se oženio suprugom Vesnom s kojom je dobio kćer Anamariju. 1996. godine Bandić se razveo od supruge zbog »nesuglasica«. Zahvaljujući novom imovinskom stanju njegova supruga bila je u poziciji da tjedan dana kasnije iskoristi mogućnost privilegiranog otkupa stanova za osobe bez riješenog stambenog pitanja kako bi kupila nekretninu svoje bake u Donjem gradu za 35 760 kuna. U zahtjevu je tvrdilai da je u tom stanu zajedno s kćeri živjela od 1975. godine. Sam Bandić odobrio je njezin zahtjev po službenoj dužnosti. Nakon razvoda Bandić je nastavio živjeti zajedno sa suprugom u stanu na Staroj Peščenici, a 2003. godine ponovno su se vjenčali. Godine 2005. Bandić je odbio optužbe za pokušaj profitiranja od socijalnog programa, rekavši: »Da sam želio profitirati, kupio bih stan i prodao ga, a ne bismo i danas otplaćivali rate.« Kućica u kojoj je stan bio ostala je u zapuštenom stanju i do 2014. se urušila. Bandići su potom zemljište prodali milijarderu i dioničaru Adris grupe Anti Vlahoviću za 150 000 eura. Vlahović je na njenom i na mjestu susjednih zgrada izgradio kontroverznu stambenu zgradu (tzv. kuća bez prozora).
2001. godine Bandić je bespravno sagradio kuću u Slavagori blizu Samobora. Bandić i njegova obitelj također su posjedovali ili koristili nekoliko stanova koji nisu prijavljeni na njegovoj imovinskoj kartici.
Bandić je imao tri konja, od kojih su dva držana na zagrebačkom hipodromu. Imao je i dva zlatna retrivera, Bila i Rudija, koje je često šetao za vrijeme svojeg radnog vremena.

## Politička karijera
Političku karijeru Bandić je započeo u Savezu komunista Hrvatske. Godine 1983. pronašao je posao u struci u Općinskom odboru SKH općine Peščenice u Zagrebu kao stručni politički radnik za ONO i DSZ. Nakon raspada Jugoslavije, SKH je postao Socijaldemokratska partija Hrvatske (SDP). Bandić je ostao graditi karijeru u zagrebačkom SDP-u. Godine 1993. postao je tajnik Zagrebačkog odbora SDP-a, 1995. pridružio se zagrebačkoj Skupštini, a 1997. predsjednikom odbora. Bandić je 2000. godine otkupio dva vijećnika HDZ-a, pronašavši potrebnu većinu za raspis prijevremenih izbora.
Bandić je šest puta izabran za gradonačelnika: 2000., 2001., 2005., 2009., 2013. i 2017. godine. Svi su izbori imali niski odaziv, ispod 50 %. Na izborima 2000. godine Bandić je pobijedio sa samo 48 000 glasova (od 689 000 birača u registru). Najveći brojčani uspjeh imao je sa 170 000 glasova 2013. protiv Ranka Ostojića, donedavnog stranačkog kolege iz SDP-a.
Bandićeva je politika bila populistička: izdvojio se iz HDZ-ovih gradonačelnika devedesetih glasno zagovarajući »prava malih ljudi« kampanjama u siromašnim dijelovima Peščenice. Poznat je plakat koji prikazuje Bandića kako korača po blatu usred neasfaltirane ulice u Kozari Putevima. Bandić je obećavao razne populističke mjere, poput isplate dodatne plaće roditeljima troje ili više djece, besplatnog javnog prijevoza i 100 kuna uskrsnice za umirovljenike. Neke od tih mjera ostvarene su, ali su se pokazale neodrživimo zbog čega su gradske vlasti prešle u drugu krajnost. Primjerice, Bandić je 2008. uveo besplatnu vožnju za sve na nekim relacijama tramvaja, a već 2010. predlagao je dizanje cijene karte na 25 kuna, tvrdeći da je »vrijeme za poštenu raspodjelu subvencija«, nakon što je ZET zabilježio veliki gubitak.
Godine 2002. nastao je skandal kad je Bandić uhvaćen u bijegu s mjesta prometne nesreće koju je izazvao vozeći pod utjecajem alkohola, nakon čega je pokušao podmititi policajca koji ga je uhitio i prijetio mu. Dotični policajac dobio je otkaz nakon što je slučaj stigao u medije, pod optužbom da je medijima dao kopiju izvještaja o incidentu. Ta tvrdnja je kasnije opovrgnuta na sudu i vraćen je u policiju. Nakon incidenta pod pritiskom vodstva SDP-a Bandić je dao ostavku i Gradska skupština je izglasala Vlastu Pavić za novu gradonačelnicu, a Bandić je zadržan kao zamjenik gradonačelnice. Oporba se protivila izboru Pavić, tvrdeći da će ona biti Bandićeva »produžena ruka«. Iako je Pavić u početku podržavala Bandićeve projekte, ubrzo se javno usprotivila Bandiću izazvavši podjelu u SDP-u. Unatoč tome što se predsjednik SDP-a Ivica Račan stavio na stranu Pavić, Bandić je efektivno zadržao moć nad gradom. Godine 2003. napao je SDP-ove koalicijske partnere i priklonio se oporbi u Gradskoj skupštini, navodno pokušavajući izazvati prijevremene izbore. Godine 2004. izazvao je skandal opsovavši majku Vlaste Pavić u skupštini, zbog čega je Pavić javno tražila ispriku. Pavić je na kraju je popustila pritisku i pristala ne kandidirati se na izborima 2005. godine. Ponovo kao SDP-ov kandidat, Bandić je pobijedio sa 103 000 glasova.
Vraćajući se na vlast, Bandić je osigurao kontrolu nad gradom tako da je gradska poduzeća organizirao u holding nad kojim je kao jedini član upravne imao apsolutnu kontrolu (vidi § Poslovanje Grada Zagreba). Skandali su se nastavili 2005. godine, kad je novinar Novog lista tvrdio da je u njegovoj pristunosti Bandić izjavio: »Rad oslobađa, nacisti nisu bili blesavi«. Sljedećeg dana Bandić je zaprijetio da će tužiti novinara i novine, tvrdeći da je rekao »marksisti«, a ne »nacisti«. U siječnju 2006. Bandić je javno zaprijetio novinaru koji radi za Večernji list nakon što ga je pitao o navodnoj ponudi jedne češke tvrtke, govoreći mu: »Bilo je i većih muda od tvojih! Nikog od onih koji su loše pisali o Milanu Bandiću više nema u novinama!« Poslije je tvrdio da se novinaru jednostavno obratio povišenim tonom. Nakon Račanove smrti 2007., Bandić se kandidirao na izborima za novog predsjednika SDP-a, no pobijedio je Zoran Milanović. Bandić je navodno pokrenuo unutarstranački pokret Milanovića koji ga je htio maknuti s čela grada. I Milanović i Bandić kasnije su demantirali tvrdnje da je među njima bilo nesuglasica. 2008. objavljeno je otvoreno pismo protiv SDP-a koje je potpisalo 26 istaknutih hrvatskih ljevičara, uključujući akademika Dražena Lalića, u kojem se Bandića optužujući Bandića da se zbog malverzacija i zloupotreba vlasti više ne može smatrati socijaldemokratom, a Milanovića proziva za »moralnu ambivalentnost« i »političku šizofreniju«. Milanović i vodstvo SDP-a demantirali su tvrdnje u pismu i izrazili podršku Bandiću.
Bandić se kandidirao za predsjednika Republike Hrvatske na izborima 2009. Budući da je to učinio bez dozvole SDP-a koji je već nominirao Ivu Josipovića, izbačen je iz stranke. U prvom krugu izbora, 27. prosinca 2009., Bandić je dobio 14,83 % glasova, što ga je svrstalo na drugo mjesto nakon Josipovića koji je dobio 32,70 %. U drugom krugu 10. siječnja 2010. izgubio je s 39,74 % glasova. U Zagrebu je Bandić gubio protiv Josipovića u oba kruga izbora, dobivši samo u nekolicini gradskih četvrti.
Godine 2014. Bandićevo upravljanje gradom doživjelo je višemjesečnu stanku nakon što je uhićen zbog optužbi u aferi Agram. Međutim, nije dao ostavku te se nakon drugog puštanja iz pritvora ponovno počeo obnašati dužnost gradonačelnika. Afera Agram i drugi sudski procesi protiv Bandića potrajali su do njegove smrti (v. odjeljak Poslovanje Grada Zagreba i Zagrebački holding).
Nakon odlaska iz SDP-a Bandić je nekoliko godina bio nezavisni političar dok 2015. nije osnovao vlastitu političku stranku, nazvanu Milan Bandić 365 – Stranka rada i solidarnosti, koju je ubrzo preimenovao u Bandić Milan 365 – Stranka rada i solidarnosti. Interes hrvatskih birača za stranku bio je slab. Najveći uspjeh na parlamentarnim izborima bio joj je dva mandata 2015. godine, a nakon toga uslijedio je samo jedan 2016. godine. Na izborima 2020. BM365 osvojio je oko 9000 glasova, ne prešavši izborni prag. Dok je bio u Saboru, Bandićev klub zastupnika privukao je nekolicinu zastupnika te su neki Bandiću pripisali zasluge za HDZ-ovo formiranje vlade nakon izbora 2015. Bandić je jednom komentirao nestalnost članstva svojeg kluba zastupnika denigriravši svoje saveznike kao »žetončiće«. Bandićevi koalicijski partneri u Saboru, mnogi od njih predstavnici manjina, zauzvrat za političku podršku nagrađivani su donacijama i projektima financiranim zagrebačkim gradskim proračunom.
Početkom 2020. godine, nakon gubitka izbora Kolinde Grabar-Kitarović, došlo je do zahlađenja u odnosima između Bandića i HDZ-a, koji je srušio Bandićev GUP s neboderom od 200 katova i kritizirao njegovo postupanje nakon katastrofa koje su grad pogodile 2020. (v. odjeljak 2020.). U svibnju 2020. premijer Andrej Plenković javno je izrazio sumnju u Bandićevu sposobnost da prijeđe izborni prag 2021. godine. Bandić je zauzvrat ismijao optužbe da je njegova ozloglašenost naštetila kampanji Grabar-Kitarović.

## Zdravlje i smrt
Bandić je 3. srpnja 2003. doživio teški moždani udar. Prema vlastitoj izjavi, tijekom sjednice Gradske skupštine počeo se osjećati loše pa je nakon završetka sjednice zatražio liječničku pomoć. Nekoliko tjedana proveo je u bolnici, a potom se oporavljao u Krapinskim Toplicama. U rujnu se vratio na dužnost. Godine 2018. ugrađen mu je koronarni stent. U lipnju 2020. hospitaliziran je zbog sumnje na još jedan moždani udar nakon što je pred televizijskim kamerama gubio ravnotežu i suradnici su ga morali držati da ne padne na pod. U kolovozu 2020. podvrgnuo se operaciji glasnica, no govorni problemi nastavili su ga mučiti do kraja života.
Umro je 28. veljače 2021., navodno od srčanog udara, u Kliničkoj bolnici Sveti Duh u Zagrebu u dobi od 65 godina. U trenutku svoje smrti bio je gradonačelnik Zagreba s najdužim stažem. Pokopan je na Mirogoju tri dana kasnije, 3. ožujka. Pogrebu su nazočili visoki državni dužnosnici, uključujući premijera Andreja Plenkovića, predsjednika Sabora Gordana Jandrokovića te ministre Tomu Medveda i Gordana Grlića-Radmana. Govore su održali vršiteljica dužnosti gradonačelnice Jelena Pavičić Vukičević i Ljubo Jurčić. Očekivao se i dolazak srpskog patrijarha Porfirija, koji nije mogao prisustvovati pogrebu zbog samoizolacije nakon što je bio u kontaktu s osobom pozitivnom na koronavirus. Više od tisuću ljudi došlo je na pogreb, čime su prekršena pravila karantene prema kojima na sahrani može prisustvovati najviše 25 ljudi.
Državno odvjetništvo započelo je 22. ožujka istragu u okolnosti Bandićeve smrti zbog nepoklapajućih izjava svjedoka. U veljači 2022. istraga je završena, a prijave protiv svjedoka povučene su nakon što DORH nije pronašao osnovanu sumnju da se Bandiću nije pružila pravovremena liječnička pomoć.

## Počasti i nagrade
- 2007. – primljen u Braću hrvatskog zmaja kao Zmaj od Kamenih vrata.[364]
- 2009. – postao počasni građanin Srebrenice[365]
- 2018. – Orden prijateljstva od Vladimira Putina[366]

Nastojanja 2019. da mu Sveučilište u Zagrebu dodijeli počasni doktorat zaustavljena su nakon protivljenja vijeća nekoliko fakulteta, među kojima je bio i Bandićev matični Fakultet političkih znanosti.

## Vezani članci
- Zoran Janković
- Dragan Marković Palma
- Zagrebačka kriza
- Dodatak:Popis zagrebačkih gradonačelnika

## Daljnje čitanje
- Badovinac, Jelena; Pandžić, Ivan. 2014. Ja, Milan. 24 sata. Zagreb. ISBN 9789533232386
- Paparella, Saša; Appelt, Hrvoje. 2020. Kumek. Hrvatski centar za istraživačko novinarstvo i slobodu medija. Zagreb. ISBN 9789535924340

## Vanjske poveznice
|  | Wikicitati imaju zbirke citata o temi Milan Bandić |